# Mozzate

Lage der Gemeinde Mozzate in der Provinz Como

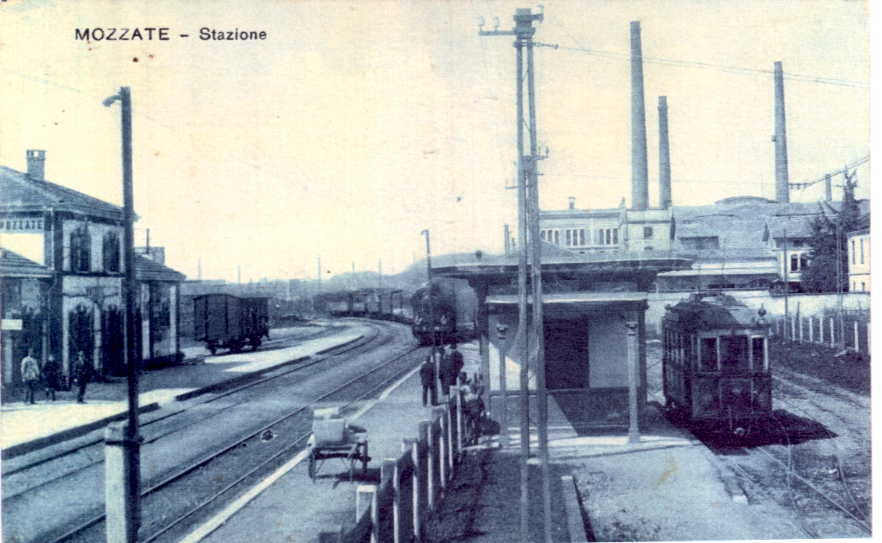
Bahnhof (um 1920)

Mozzate ist eine norditalienische Gemeinde (comune) mit 8734 Einwohnern (Stand 31. Dezember 2023) in der Provinz Como in der Lombardei.

## Geographie
Die Gemeinde liegt etwa 18 Kilometer südwestlich von Como und etwa 29 Kilometer nordwestlich von Mailand am Parco della Pineta di Appiano Gentile e Tradate. Sie umfasst die Ortsteile San Martino und Santa Maria Solaro. Die Nachbargemeinden sind: Carbonate, Cislago (VA), Gorla Maggiore (VA), Gorla Minore (VA), Limido Comasco, Lurago Marinone.

## Verkehr
Durch die Gemeinde führt die frühere Staatsstraße 233 (heute: Provinzstraße) von Varese nach Mailand. Der Bahnhof der Gemeinde liegt an der von den Ferrovie Nord Milano betriebenen Bahnstrecke Saronno–Laveno.

## Sehenswürdigkeiten
- Pfarrkirche Sant’Alessandro Martire (1569)[2]
- Wallfahrtskirche Beata Vergine Addolorata di San Martino (18. Jahrhundert)[3]
- Kirche del Crocifisso (17. Jahrhundert)[4]
- Kirche San Bartolomeo (17. Jahrhundert)[5]
- Palazzo del Seprio (1932)[6]

## Persönlichkeiten
- Luigi Castiglioni (1757–1832), Graf, Botaniker
- Carlo Ottavio Cornaggia Medici Castiglioni (* 1851 in Mailand), aus Mozzate, Graf, Senator der Italienischen Republik